# 2009 en climatologie
Cet article présente les faits marquants de l'année 2009 en climatologie.

## Évènements

### Janvier 2009
- Selon une étude de l'Administration océanique et atmosphérique américaine (NOAA), le changement climatique a déjà des conséquences largement « irréversibles » pour un millénaire et les décisions prises aujourd'hui seront cruciales pour en minimiser l'ampleur. Le changement de la température à la surface des océans, des précipitations dans certaines régions du globe et la montée du niveau des océans « sont largement irréversibles pour plus de mille ans après que les émissions de dioxyde de carbone » auront été maîtrisées.
- Lors du Forum économique mondial de Davos, le président de la République tchèque, Vaclav Klaus, dont le pays assure actuellement la présidence tournante de l'Union européenne, a affirmé que le réchauffement climatique n'existe pas et s'en est pris directement à Al Gore, prix Nobel de la paix pour son combat contre les risques climatiques : « Je ne vois pas de données statistiques [… démontrant cela] je suis désolé de voir que certaines personnes comme Al Gore ne sont pas prêtes à écouter les théories concurrentes […] Le militantisme écologique et l'alarmisme sur le réchauffement climatique sont un défi pour notre liberté, et Al Gore est une personne importante dans ce mouvement ».

### Février 2009
- Des centaines de chercheurs de plus de 60 pays se sont penchés sur la banquise à l'occasion de l'Année Polaire Internationale 2007-2008, arrivant à la conclusion que le réchauffement climatique touche toute la partie ouest du continent et pas seulement la péninsule Antarctique. Les glaciers de l'Antarctique fondent à un rythme et sur une superficie bien plus importants qu'on ne le croyait jusqu'à présent.

### Mars 2009
- Dimanche 29 mars 2009 : l'envoyé spécial américain pour le changement climatique Todd Stern, en visite à Bonn (Allemagne), assure que les États-Unis sont engagés « de toutes leurs forces et avec ferveur » dans la négociation d'un accord sur le climat d'ici la fin de l'année : « Nous sommes engagés de toutes nos forces et avec ferveur dans le processus de négociation [d'un nouvel accord multilatéral à la fin de l'année à Copenhague Nous revenons à la table [de négociation] avec énergie et engagement […] mais nous ne ferons pas tout, tous seuls ».

### Avril 2009
- Vendredi 3 avril 2009 : quelque 80 % de la banquise arctique en été pourrait disparaître à l'horizon 2040, au lieu de 2100 ans comme précédemment estimé, selon une nouvelle étude scientifique sur les effets du réchauffement climatique. La surface de l'océan Arctique couverte par la glace à la fin de l'été à cette échéance pourrait n'être que d'un million de km2, contre 4,6 millions de km2 aujourd'hui, assurent les rédacteurs de cette étude conjointe entre l'Université de l'État de Washington (UW, nord-ouest) et l'Administration océanique et atmosphérique américaine (NOAA).